# Хемиотерапија рака грлића материце
Хемиотерапија рака грлића материце је метода лечења која се заснива на употреби системских лекова који се преносе путем крвотока кроз цело тело, са циљем да се убију малигне ћелије. Иако се карцином грлића материце традиционално сматрао хемиорезистентном болешћу, нова сазнања указују да он испољава и хемиосензитивности. У том смислу примене хемиотерапије у узнапредовалим или рекурентним облицима карцинома грлића материце још увек се испитује у све већем броју клиничких студија.

## Општа разматрања
Хемиотерапија се у примарном лечењу рака грлића материце може применити као:
Неоадјувантна терапија (НАХТ)
У оперисаних болесница са факторима ризика као јединог додатног вида лечења примена адјувантне хемиотерапије се не препоручује јер не доприноси бољем укупном исходу, али постоје охрабрујући резултати примене консолидационе адјувантне терапије после примарне хемиорадиотерапије (II,Ц).
Треба напоменути да се неоадјувантна хемиотерапија (НАХТ) пре радиотерапије (РТ) не препоручује као један од стандардни приступ лечењу, јер иако остварује нешто веће стопе терапијског одговора, „нема статистички значајне разлике у преживљавању између примене НАХТ пре РТ и само радикалне РТ.” 
Међутим, примена неоадјувантне хемиотерапије пре хирургије у локално узнапредовалој болести показала се ефикасном јер је након њене примен остварена корист од 14% у 5-годишњем преживљавању у односу на радиотерапију. „Мада се неоадјувантне хемиотерапије за сада не препоручује ван
контекста клиничких студија (II,Б) у којима се овај приступ пореди са савременим стандардом - конкомитантном хемио-радиотерапијом.”
Конкомитантна терапија уз радиотерапију.
Ова врста хемиотерапије која се назива кокурентна, хемио-радиотерапијска потенцијација, заснива се на истовременој примени хемиотерапије и радиотерапије. Већа корист од ХТРТ постиће се код болесница које су у стадијуму Iб2-IIа/б него оне у стадијума III и IVа.
На основу резултата пет клиничких студија, хемиотерапија-радиотерапиј (ХТРТ) је успостављена као нови стандард лечења карцинома грлића материце стадијума Iб2-IVа. Већу ефикасност ХТРТ у односу на само РТ потврдиле су и касније мета-анализе, последња заснована  на резултатима индивидуалних случајева из 18 студија (3.452 болеснице) која је показала апсолутни бенефит од 6% у погледу 5-годишњег преживљавања (од 60% на 66%) и апсолутну корист од 8%‒16% у погледу преживљавања без болести (енгл. DFS ‒ disease free survival) када се примени конкомитантна хемио-радиотерапија у односу на само радиотерапију.
Међутим, конкомитантну хемиотерапију често прати већа акутна и касна токсичност у односу на појединачно примењену радиотерапију (нарочито желудачноцревна и хематолошка токсичност). 
- Акутни споредни ефекти су у начелу кратког трајања и успешно се решавају медикаментима.
- Касна нежељена дејства комбинованог третмана нису довољно позната и предмет су нових клиничких испитивања.

## Примена хемиотерапије у палијативне сврхе
Осим као саставни део примарног лечења, рака грлића материце, хемиотерапија се примењује и у палијативне сврхе у метастатској фази карцинома грлића материце (стадијум IVб) и у рекурентној болести. 

## Хемиотерапеутици
Цисплатин
Цисплатин је најчешће евалуиран хемиотерапијски агенс у лечењу рака грлића материце и сматра се леком избора за локално узнапредовали, метастатски и рекурентни канцер грлића матеррице.
Као монотерапија цисплатин остварује укупни терапијски одговор од 20 до 30%, са дозно зависним учинком у погледу терапијског одговора. 
50 mg/m² наспрам 100 mg/m² : укупни терапијски одговор 21% наспрам 31%, 
али без побољшања основних симптома применом веће дозе цисплатина.
Комбинована примена цисплатина са другим хемиотерапским агенсима
Бољи терапијски одговор може се остварити комбиновањем цисплатина са другим цитостатским агенасима („старе комбинације” са блеомицином, ифосфамидом, етопозидом и др. и „новије комбинације“ са паклитакселом, гемцитабином, навелбином или топотеканом). 
Комбинација царбоплатин/паклитаксел је такође ефикасна хемиотерапијска опција у болесница које су претходно примале платину у оквиру хемио-радио потенцијације, нарочито са аспекта мање токсичних ефеката него цисплатин/паклитаксел.
Комбиновани модалитети онколошког лечења, често су праћени већим компликацијама те изискују мултидисциплинарни приступ у терапији, а релативни ризици и корист третмана за сваку болесницу посбно морају се посебно разматрати.

## Нежељена дејства
Примену цитостатика често прате и њихова нежељена дејства. Они не делују селективно само на малигни процес-тумор, већ „уништавају“ и већи или мањи део здравих ћелија што може да резултује бројним нежељеним реакцијама. Зато се у току употребе цитостатика морају добро познавати њихова токсична или нежељена дејства, и строго поштовати прописани протоколи хемиотерапије како би непожељне манифестације и последице биле минималне.
У том смислу хемиотерапијски режими захтевају да је болесница у стању да поднесе планирано лечење, и да обим и јачина дозе хемиотерапеутских лекова буде усклађена индивидуално према стању сваког појединог болесника, чиме се могу редуковати нежељене последице. 
Будући да након прве дозе лека, умиру само делови ћелија тумора (енгл. fractional cell kill) свака, поновљена доза мора да буде толика да настави да смањује величину тумора (смањује број туморских ћелија).
Цисплатин као најчешће примењивани цитостатик у лечењу рака грлића материце има израженију токсичност него што је то обично случај са другом антинеопластичном хемиотерапијом. Она се манифестује као:
- Бубрежна токсичност, која је пре свега кумулативна, тешка је и изискује посебне мере опреза током примене лека.
- Изражена мучнина и повраћање који изискују примену одговарајућих антиеметике.
- Отоксичност, мијелосупресије и анафилактичких реакција.

Због свега напред изнетог неоходна је стална контрола и пажљиво праћење болеснице све време терапије Цисплатином.